# Gaetano De Lai
Gaetano De Lai (né le 30 juillet 1853 à Malo en Vénétie, Italie et mort le 24 octobre 1928 à Rome), est un cardinal italien du début du XXe siècle, nommé par le pape Pie X.

## Biographie
Il naît à Malo, près de Vicence, et poursuit ses études au séminaire romain. Il est ordonné prêtre le 16 avril 1876. Après son ordination, Gaetano De Lai exerce des fonctions à la Congrégation du concile, notamment comme secrétaire. Il est professeur au séminaire pontifical romain.
Quelques mois après son élection, le pape saint Pie X le nomme pro-secrétaire, puis préfet de la Sacrée congrégation du Concile et, dans le même mouvement, le crée cardinal-diacre au consistoire du 16 décembre 1907, alors qu'il n'est pas évêque. Le cardinal De Lai demeure à la tête de cette congrégation, pendant vingt-cinq ans, jusqu'à sa mort. Il est à ce poste sous trois pontificats, celui de Pie X, celui de Benoît XV et celui de Pie XI. Le cardinal De Lai est également président de l'un des deux sous-commissions pour la codification du droit canonique et président de la commission pour la réorganisation de la Curie romaine. Il est un ferme opposant du modernisme et c'est un « homme fort » du pontificat de Pie X. Il soutient par exemple, sans aller jusqu'à l'approuver totalement, les écrits d'Andrea Scotton, cible de la frange libérale du clergé de l'époque en Italie. Il déclare au cardinal Ferrari, archevêque de Milan et soutien de la presse catholique libérale, qu'« il vaut toujours mieux excéder un peu à combattre le mal, que se taire et le laisser augmenter ». Il reçoit la consécration épiscopale, le 17 décembre 1911 à la chapelle Sixtine, des mains mêmes du pape Pie X avec comme co-consécrateurs Augusto Silj et Agostino Zampini (it).
Le cardinal De Lai participe au conclave de 1914, à l'issue duquel Benoît XV est élu et au conclave de 1922 (élection de Pie XI). Selon le Journal du cardinal Friedrich Gustav Piffl, le cardinal De Lai aurait été favorable à l'élection du cardinal Merry del Val et absolument opposé à celle du cardinal Gasparri ; quand il s'avère que l'élection du cardinal Merry del Val est impossible, il se serait rapproché du cardinal Ratti (futur pape), lui promettant son vote et celui de son propre groupe, si, une fois pape, il s'engage à ne pas choisir le cardinal Gasparri comme secrétaire d'État. Mais le cardinal Gasparri révèle dans ses Mémoires, que si tel avait été le cas, le cardinal De Lai aurait de fait encouru l'excommunication, peine automatique dans le cas d'un vote au conclave imposant des conditions à un futur pontife. En fait une fois élu, Pie XI confirme le cardinal Gasparri dans toutes ses charges dont celle de cardinal secrétaire d'État.
Le cardinal De Lai signe le décret de suppression en 1922 du National Catholic Welfare Council aux États-Unis, étant proche des idées du cardinal O'Connell. Il est nommé administrateur en 1924 et évêque en 1925 de Poggio Mirteto, diocèse uni avec le diocèse de Sabina. Il est supérieur général de la Congrégation des Missionnaires de Saint-Charles (scalabriniens).
Il meurt à l'âge de soixante-quinze ans et est enseveli au Verano à Rome. En 1929, sa dépouille est transférée à l'église Santa Libera de sa ville natale.

## Succession apostolique
Gaetano De Lai a ordonné les évêques suivants :
- Archevêque Pietro Pacifici, C.R.S. (1912)
- Évêque Giuseppe Vizzini (it) (1913)
- Archevêque Rodolfo Caroli (it) (1913)
- Archevêque Otaviano Pereira de Albuquerque (pt) (1914)
- Évêque Placide Colliard (1916)
- Archevêque Francesco Sidoli (it) (1916)
- Évêque William Keatinge (en) (1918)
- Évêque Francesco Cammarota (1918)
- Archevêque Fortunato Maria Farina (it) (1919)
- Évêque Goffredo Zaccherini (it) (1920)
- Cardinal Raffaele Carlo Rossi, O.C.D. (1920)
- Évêque Marius Besson (1920)
- Évêque Michele Cerrati (de) (1920)
- Évêque Antonio Micozzi (1921)
- Archevêque Ernesto Eugenio Filippi (it) (1921)
- Évêque Bruno Occhiuto (1921)
- Évêque Giordano Corsini (1922)
- Archevêque Donald Mackintosh (en) (1922)
- Évêque Bernard Joseph Mahoney (en) (1922)
- Archevêque Giovanni Battista Rosa (it) (1922)
- Archevêque Giovanni Battista Peruzzo (it), C.P. (1924)
- Archevêque Aluigi Cossio (1924)
- Archevêque Serafino Cimino (en), O.F.M. (1925)
- Évêque Filippo Mantini (1926)

## Œuvres
Parmi les œuvres publiées par Gaetano De Lai :
- La Passion de Notre-Seigneur, traduction en ligne en anglais par le card. O'Connell, 1923.
- La Présence réelle de Jésus-Christ dans l'Eucharistie.